# Alaškert Jerevan FC
Alaškert Jerevan Football Club (arménsky: Ֆուտբոլային Ակումբ „Ալաշկերտ“ Մարտունի) je arménský fotbalový klub sídlící ve městě Jerevan. Původní klub byl založen v roce 1990 ve městě Martuni, zanikl v roce 1999. Obnoven byl až v roce 2011 v Jerevanu.
Své domácí zápasy odehrává na stadionu Alaškert s kapacitou 6 800 diváků.

## Historické názvy
Zdroj: 
- 1990 – FC Alaškert Martuni (Football Club Alaškert Martuni)
- 1993 – zánik
- 1998 – obnovena činnost pod názvem FC Alaškert Martuni (Football Club Alaškert Martuni)
- 1999 – zánik
- 2011 – obnovena činnost pod názvem FC Alaškert Jerevan (Football Club Alaškert Jerevan)

## Získané trofeje
- Bardsragujn chumb ( 4x )
  - 2015/16, 2016/17, 2017/18, 2020/21

## Umístění v jednotlivých sezonách
Zdroj: 
Legenda: Z - zápasy, V - výhry, R - remízy, P - porážky, VG - vstřelené góly, OG - obdržené góly, +/- - rozdíl skóre, B - body, červené podbarvení - sestup, zelené podbarvení - postup, světle fialové podbarvení - přesun do jiné soutěže
| Sovětský svaz (1990 – 1991)              |                               |        |                                                              |                                                              |                                                              |                                                              |                                                              |                                                              |                                                              |                                                              |        |
| Sezóny                                   | Liga                          | Úroveň | Z                                                            | V                                                            | R                                                            | P                                                            | VG                                                           | OG                                                           | +/-                                                          | B                                                            | Pozice |
| 1990                                     | Vtoraja nizšaja liga - 2 zona | 4      | 18                                                           | 7                                                            | 5                                                            | 6                                                            | 29                                                           | 37                                                           | -8                                                           | 19                                                           | 17.    |
| 1991                                     | Vtoraja nizšaja liga - 2 zona | 4      | 38                                                           | 12                                                           | 4                                                            | 22                                                           | 51                                                           | 79                                                           | -28                                                          | 28                                                           | 17.    |
| Arménie (1992 – )                        |                               |        |                                                              |                                                              |                                                              |                                                              |                                                              |                                                              |                                                              |                                                              |        |
| Sezóny                                   | Liga                          | Úroveň | Z                                                            | V                                                            | R                                                            | P                                                            | VG                                                           | OG                                                           | +/-                                                          | B                                                            | Pozice |
| 1992                                     | Bardsragujn chumb             | 1      | 22                                                           | 5                                                            | 2                                                            | 15                                                           | 38                                                           | 58                                                           | -20                                                          | 12                                                           | 24.    |
| 1993                                     | Aradżin chumb                 | 2      | Klub se odhlásil před zahájením soutěže.                     | Klub se odhlásil před zahájením soutěže.                     | Klub se odhlásil před zahájením soutěže.                     | Klub se odhlásil před zahájením soutěže.                     | Klub se odhlásil před zahájením soutěže.                     | Klub se odhlásil před zahájením soutěže.                     | Klub se odhlásil před zahájením soutěže.                     | Klub se odhlásil před zahájením soutěže.                     | –.     |
| Klub byl v letech 1993 – 1997 neaktivní. |                               |        |                                                              |                                                              |                                                              |                                                              |                                                              |                                                              |                                                              |                                                              |        |
| 1998                                     | Aradżin chumb                 | 2      | 24                                                           | 9                                                            | 8                                                            | 7                                                            | 30                                                           | 25                                                           | +5                                                           | 35                                                           | 6.     |
| 1999                                     | Aradżin chumb                 | 2      | Klub se odhlásil v průběhu soutěže, výsledky byly anulovány. | Klub se odhlásil v průběhu soutěže, výsledky byly anulovány. | Klub se odhlásil v průběhu soutěže, výsledky byly anulovány. | Klub se odhlásil v průběhu soutěže, výsledky byly anulovány. | Klub se odhlásil v průběhu soutěže, výsledky byly anulovány. | Klub se odhlásil v průběhu soutěže, výsledky byly anulovány. | Klub se odhlásil v průběhu soutěže, výsledky byly anulovány. | Klub se odhlásil v průběhu soutěže, výsledky byly anulovány. | 10.    |
| Klub byl v letech 1999 – 2011 neaktivní. |                               |        |                                                              |                                                              |                                                              |                                                              |                                                              |                                                              |                                                              |                                                              |        |
| 2012/13                                  | Aradżin chumb                 | 2      | 36                                                           | 24                                                           | 6                                                            | 6                                                            | 80                                                           | 31                                                           | +49                                                          | 78                                                           | 1.     |
| 2013/14                                  | Bardsragujn chumb             | 1      | 28                                                           | 6                                                            | 6                                                            | 16                                                           | 38                                                           | 69                                                           | -31                                                          | 24                                                           | 8.     |
| 2014/15                                  | Bardsragujn chumb             | 1      | 28                                                           | 10                                                           | 8                                                            | 10                                                           | 32                                                           | 35                                                           | -3                                                           | 38                                                           | 4.     |
| 2015/16                                  | Bardsragujn chumb             | 1      | 28                                                           | 16                                                           | 7                                                            | 5                                                            | 50                                                           | 24                                                           | +26                                                          | 55                                                           | 1.     |
| 2016/17                                  | Bardsragujn chumb             | 1      | 30                                                           |                                                              |                                                              |                                                              |                                                              |                                                              |                                                              |                                                              |        |

## Účast v evropských pohárech
| Ročník  | Soutěž             | Kolo        | Klub              | Doma | Venku | Celkem  |
| ------- | ------------------ | ----------- | ----------------- | ---- | ----- | ------- |
| 2015/16 | Evropská liga UEFA | 1. předkolo | St. Johnstone FC  | 1:0  | 1:2   | 2:2 (v) |
| 2015/16 | Evropská liga UEFA | 2. předkolo | FK Kajrat Almaty  | 2:1  | 0:3   | 2:4     |
| 2016/17 | Liga mistrů UEFA   | 1. předkolo | FC Santa Coloma   | 3:0  | 0:0   | 3:0     |
| 2016/17 | Liga mistrů UEFA   | 2. předkolo | FC Dinamo Tbilisi | 1:1  | 0:2   | 1:3     |

## Alaškert-2
Alaškert-2 je rezervní tým Alaškertu, hrající v sezóně 2015/16 Aradżin chumb (2. nejvyšší soutěž). Největšího úspěchu dosáhl klub v sezónách 2014/15 a 2015/16, kdy se v Aradżin chumb (2. nejvyšší soutěž) umístil na 1. místě.

### Umístění v jednotlivých sezonách
Zdroj: 
Legenda: Z - zápasy, V - výhry, R - remízy, P - porážky, VG - vstřelené góly, OG - obdržené góly, +/- - rozdíl skóre, B - body, červené podbarvení - sestup, zelené podbarvení - postup
| Arménie (2013 – ) |               |        |    |    |   |   |    |    |     |    |        |
| Sezóny            | Liga          | Úroveň | Z  | V  | R | P | VG | OG | +/- | B  | Pozice |
| 2013/14           | Aradżin chumb | 2      | 32 | 17 | 7 | 8 | 63 | 38 | +25 | 58 | 2.     |
| 2014/15           | Aradżin chumb | 2      | 28 | 19 | 6 | 3 | 83 | 27 | +56 | 63 | 1.     |
| 2015/16           | Aradżin chumb | 2      | 28 | 22 | 3 | 3 | 65 | 22 | +43 | 69 | 1.     |
| 2016/17           | Aradżin chumb | 2      | 28 |    |   |   |    |    |     |    |        |